# J.A. Schwartz Gade
Herholdtsgade er en gade i Kartoffelrækkerne i København, opkaldt efter kunstdrejer John Adam Schwartz (1820–1874).

## Baggrund og betydning
Schwartz havde sit værksted i Sværtegade og arbejdede aktivt for at forbedre håndværkernes uddannelse. Han deltog også i arbejdet i Arbejdernes Byggeforening, der stod bag opførelsen af Kartoffelrækkerne. Foreningen ønskede at hædre ham ved at opkalde en gade efter ham i bebyggelsen.

## De første arbejderboliger
Arbejderboligerne i J. A. Schwartz Gade var blandt de første, der blev opført i Kartoffelrækkerne. Jorden tilhørte voldmester John Heinrich Reeh, som lagde navn til den nærliggende Voldmestergade.